# Этвёш, Йожеф
Барон Йожеф Этвёш фон Вашарошнамень (венг. Eötvös von Vásárosnamény József [ˈøtvøʃ]; 13 сентября 1813, Буда — 2 февраля 1871, Пешт) — венгерский писатель и публицист, австро-венгерский политический деятель.

## Молодость

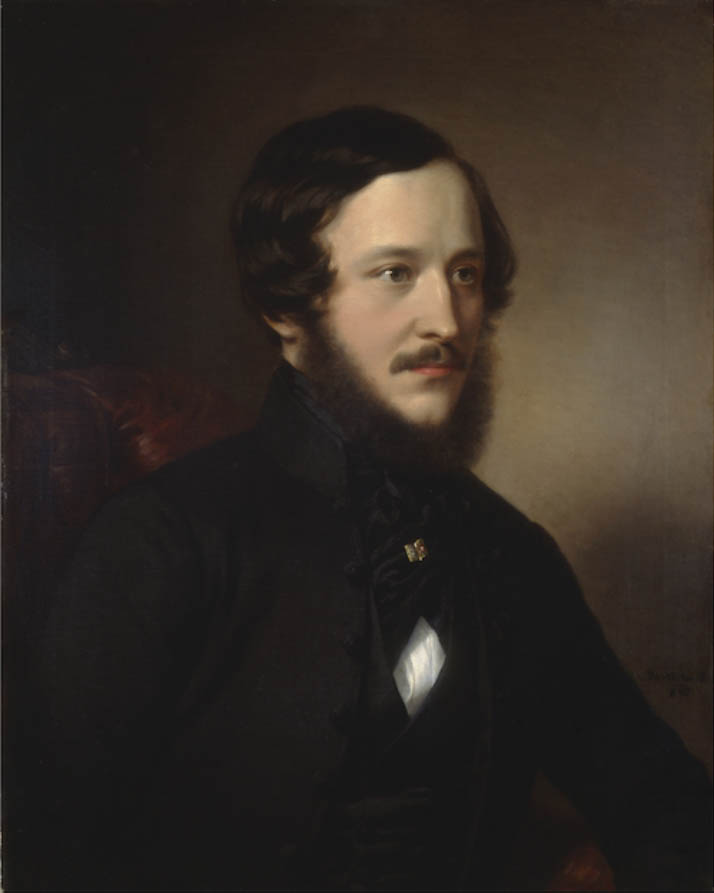
Портрет Этвёша кисти Миклоша Барабаша, 1845 г.

Родился в г. Буда, сын барона Игнаца Этвёша и баронессы Лилиен. Получив элитное образование, поступил на государственную службу заместителем нотариуса, и вскоре отец ввёл его в мир политики. Провёл много лет в Западной Европе, где познакомился с новыми веяниями как в литературе, так и в политике, познакомился с ведущими представителями романтизма. После возвращения в Венгрию написал своё первое политическое сочинение, «Реформа тюрем». Приобрёл известность в Национальном собрании Венгрии своим красноречием и учёностью. В одной из своих первых речей (опубликованной в 1841 г.) выступил за предоставление евреям полных гражданских прав.

## Писатель и политик
В последующие годы Этвёш распространял свои идеи через национал-либеральную газету Pesti Hírlap. Он полагал, что необходимые реформы могут быть осуществлены только ответственным и чисто национальным правительством через выборную систему, основанную на самоуправлении Венгрии. Что касается народов, живущих в Карпатах, то он выступал за сильную Венгрию, которая, однако, не должна была превращаться в чисто национальное государство; оно должно было выполнять «дешёвые» политические и языковые требования пробудившихся народов, ощутивших своё национальное самосознание, и предложить им более высокую степень свободы, чем это могли сделать соседние государства.
Эти взгляды он выразил в своём романе «Сельский нотариус» (1844—1846), одном из классических произведений венгерской литературы, а также в своём менее известном историческом романе «Крестьянская война в Венгрии» (1850) и комедии «Да здравствует равенство».
В 1842 г. он женился на Анне Рошти. Счастливая семейная жизнь не помешала ему и далее развивать свою карьеру общественного деятеля.

### Венгерская революция 1848 года

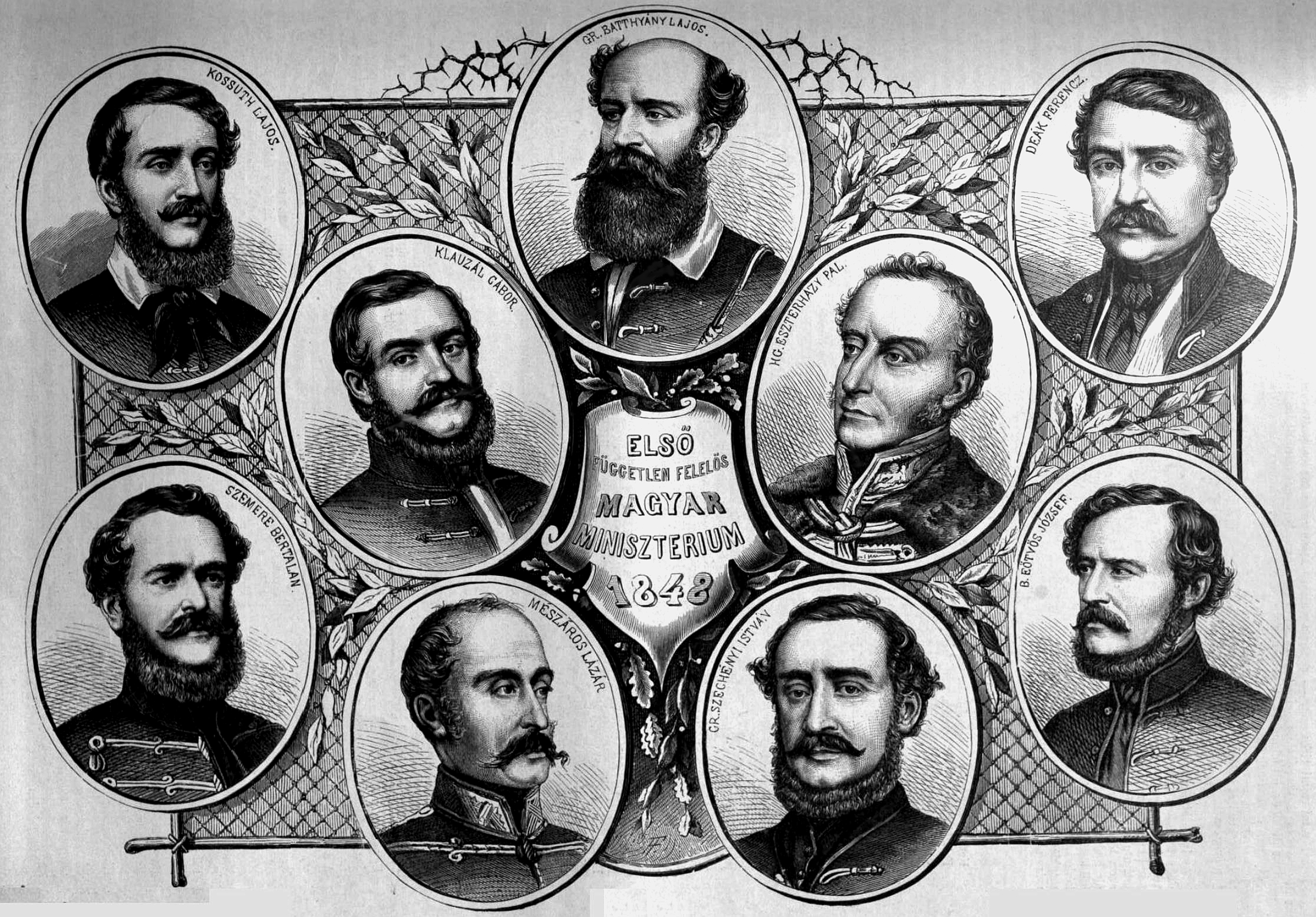
Йожеф Этвёш — министр культуры в первом правительстве восставшей Венгрии. Рядом с ним премьер-министр Лайош Баттяни (сверху), Лайош Кошут (слева сверху), Ференц Деак (сверху справа), Габор Клаузаль (в середине слева), князь Пал II Антал Эстерхази (посредине справа), Берталан Семере (снизу слева), Лазар Месарош (снизу слева, чуть выше) и Иштван Сеченьи (снизу справа)

К моменту революции Этвёш уже завоевал репутацию ведущего писателя и политика Венгрии. Его красноречие имело столь большое влияние, что его вынужден был учитывать даже австрийский палатин, эрцгерцог Йозеф Антон Йоганн.
Во время революции 1848 г. либеральные идеи Этвёша получили особенно широкую популярность, и он был приглашён на должность министра культуры в первое правительство Лайоша Баттяни. В этом правительстве он, наряду с Ференцем Деаком и Иштваном Сеченьи, выражали пацифистские и умеренные взгляды.
В знак протеста против политического радикализма Лайоша Кошута осенью 1848 г. Этвёш эмигрировал в Мюнхен. Оттуда он оказывал влияние на события в Венгрии своими публикациями. Его работа «Влияние господствующих идей 19 века на государство» (1851—1854, немецкое издание в Вене и Лейпциге) оказала влияние на литературу и общественное мнение в Венгрии.

### После подавления революции
После возвращения на родину в 1851 г. Этвёш стоял в стороне ото всех политических движений. В 1859 г. он опубликовал труд «Гарантии власти и единства в Австрии» (в том же году в Лейпциге вышло немецкое издание). В Национальном собрании 1861 г. Этвёш был наиболее преданным сторонником Ференца Деака. Вынужденный мир, царивший в последующие годы, позволил им вновь обратиться к литературным трудам, и в 1866 г. он был избран президентом Венгерской академии наук.

### Министр в правительстве Дьюлы Андраши
В Национальных собраниях созывов 1865 и 1867 гг. он вновь начал борьбу на стороне Деака, с политикой которого он себя полностью отождествлял. При формировании правительства Дьюлы Андраши в феврале 1867 г. он вновь занял должность министра культуры, фактически став единственным из министров 1848 г., повторно занявшим должность. Теперь у него, наконец, появилась возможность осуществить на практике некоторые из своих идеалов. В том же году Национальное собрание одобрило законопроект об уравнивании прав евреев. Однако другие его усилия, направленные на свободу вероисповедания, были менее успешными ввиду сопротивления римско-католической церкви. Большой его заслугой было принятие национального закона о школах.
Будучи добрым католиком и одновременно последователем Шарля де Монталамбера, Этвёш выразил некоторые сомнения в догмате о непогрешимости папы. Он твёрдо отстаивал Австро-венгерское соглашение 1867 года. Во время отсутствия Андраши председательствовал на заседаниях правительства. Работа в правительстве подорвала его здоровье, и он умер 2 февраля 1871 г. Уже 3 мая 1879 г. в его честь на площади Этвёша в Пеште соорудили памятник.

## Наследие

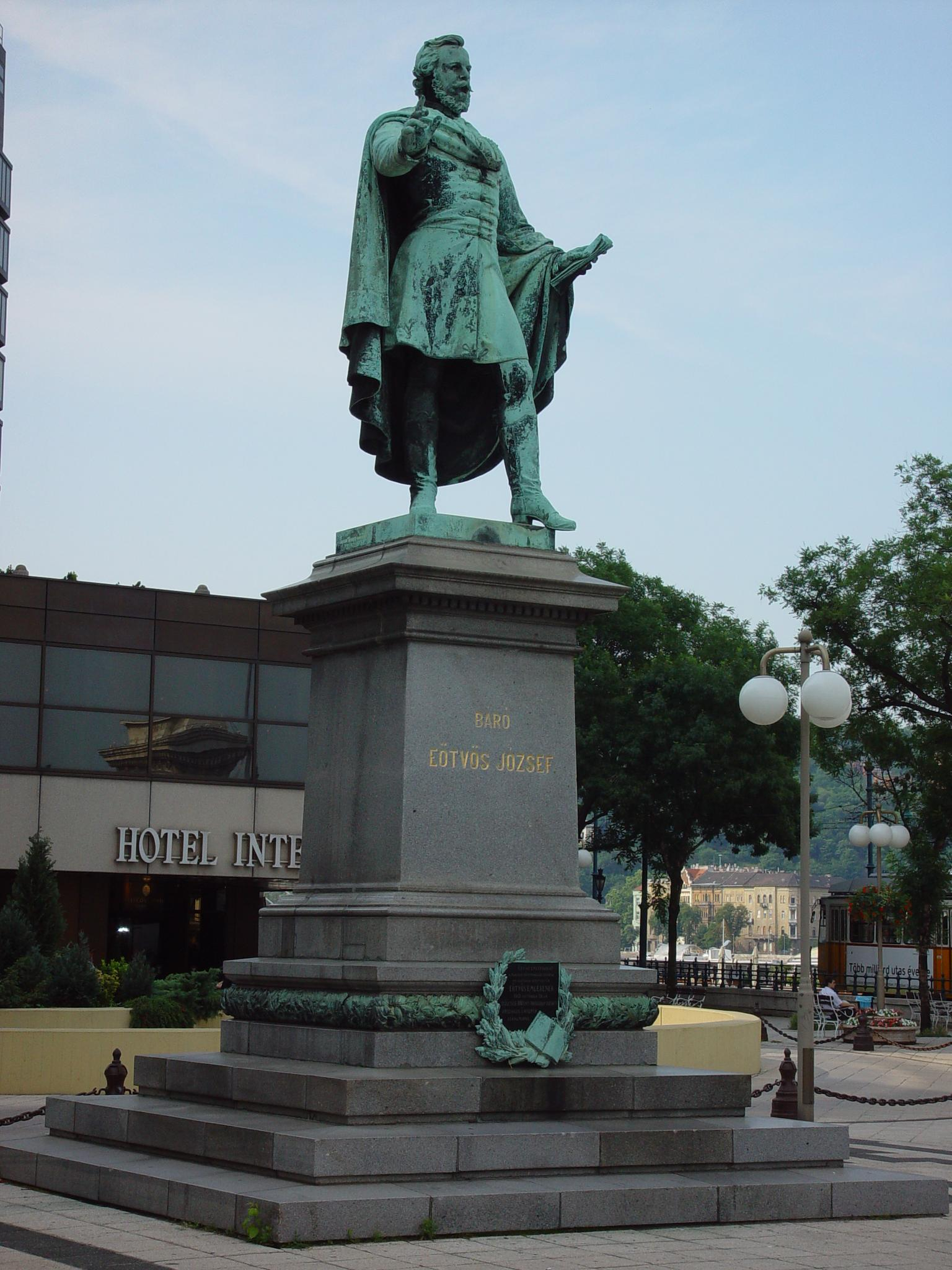
Памятник Йожефу Этвёшу

Йожеф Этвёш сыграл значительную роль как в венгерской литературе, так и в политике. В своих стихах и романах он выражал свои философские воззрения на жизнь, общество и политику. Его лучшие стихи написаны в форме баллад, однако его романы пользуются намного большей известностью.
В честь Этвёша был назван основанный в 1895 г. по образцу парижской Эколь-Нормаль колледж имени барона Йожефа Этвёша, служивший в течение длительного времени местом, откуда выходила венгерская элита. Позднее колледж был включён в состав Университета имени Лоранда Этвёша.

## Сочинения
- 1840: «Замёрзший ребёнок» (A megfagyott gyermek), стихи
- 1842: «Картезианец» (A karthauzi), роман
- 1846: «Сельский нотариус» (A falu jegyzője), роман
- 1850: «Крестьянская война в Венгрии» (Magyarország 1514-ben), исторический роман
- 1850: «О равноправии национальностей в Австрии»
- 1851-54: «Влияние господствующих идей 19 века на государство»
- 1858: «Сёстры» (A nővérek), роман
- 1859: «Гарантии силы и единства Австрии»
- 1865: «Вопрос о национальностях» (A nemzetiségi kérdés)